# イェーナ
イェーナ（Jena）は、ドイツのテューリンゲン州（チューリンゲン州）の都市。イエナと表記されることもある。人口10万。ヴァイマル（ワイマール）から列車で15分ほどの距離にある。フリードリヒ・シラー大学イェーナ（通称：イェーナ大学）を擁する歴史の古い大学町であることや、精密機械メイカーのカール・ツァイスがここで創業したこと、1806年にナポレオン戦争の戦いのひとつであるイエナ・アウエルシュタットの戦い（プロイセン軍対フランス軍）が近郊のコスペダで行われたことなどで知られる。

## 地勢
ドイツの中央よりもやや東側に位置する。州都エアフルトの東40 km, ヴァイマルの東20 km、ライプツィヒの南70 kmにあたる。ザーレ川（Saale) に沿った谷あいに開けた町である。

## 歴史
830年－850年頃のヘルスフェルト十分の一税台帳（Hersfelder Zehntverzeichnis）に「村」と記されている。1100年頃ザーレ川添いに商人集落が生まれたと思われる。12世紀末にはロープデブルク（Lobdeburg）家の支配のもとで都市とミヒャエルス教会が形成された。1275年以降ロープデブルク家のシュルトハイスのもと自治の目安となる市参事会の存在を示す史料がある。ワイン製造により繁栄し、領主から1352年に貨幣鋳造権（Münzrecht）、関税権（Zollrecht）、護送権（Geleitsrecht）を、1406年に課税高権（Steuerhoheit）、1365年に下級裁判権（die niedere Gerichtsbarkeit）、1429年に上級裁判権（die hohe Gerichtsbarkeit）を買い取った。1286年にドミニコ会、1301年に女子シトー会、1418年にカルメル会が進出している。1331年ヴェッティン家の所有に帰し、1332年同家は従来のフランク法に替えてゴータのザクセン都市法を施行している。市庁舎の存在を示すものは1368年以降存在する（1440年頃改築）。

## 文化
フリードリヒ・シラー大学は1558年に開学した。大学名がイェーナ大学からこの名前に変更されたのは20世紀前半である。
思想史および文学史上、1794年から1807年ごろまでにおける、初期ドイツ観念論また初期ドイツ・ロマン主義の活動拠点として重要である。現在の大学本部は当時の大学の建物をそのまま用いている。この頃この都市に住んだことのある著名な人物としては、フリードリヒ・フォン・シラー、ルートヴィヒ・ティーク、ヨハン・ゴットフリート・ヘルダー、ノヴァーリス（ハルデンベルク）、フリードリヒ兄弟、アウグスト・ヴィルヘルム・シュレーゲル、フリードリヒ・ヘルダーリン、ヨハン・ゴットリープ・フィヒテ、フリードリヒ・シェリング、ゲオルク・ヴィルヘルム・フリードリヒ・ヘーゲルらが挙げられる。またヨハン・ヴォルフガング・フォン・ゲーテもしばしばイェーナを訪れて大学の運営に携わり彼らと会合したり、大学での実験や研究に参加したりしている。
後にはエルンスト・ヘッケルやカール・マルクスもイェーナに居住した。
科学史上では、イェーナは19世紀から20世紀初頭におけるドイツの自然科学の発展の拠点として重要である。この時期にカール・ツァイス、エルンスト・アッベ、オットー・ショットらは産学協同の体制をつくり、顕微鏡をはじめとする精密機器の生産を推進した。カール・ツァイス社や良質なレンズの材料を供給したイェーナ・ショットグラス（イエナ・ショットグラス）社は、産学協同の中心としてこの町の精密機械産業の発展と世界の医学・生物学分野の研究の発展に貢献することとなった。その歴史は今日に受け継がれている。20世紀における2度の世界大戦時にはカール・ツァイス社は、軍に双眼鏡、潜水艦の潜望鏡などの物資を供給する役目を課されていた。現在では、過去の技術的な蓄積をもとに新たな精密機械光学の分野にも参画し、ドイツを代表する企業の一つとして現代社会の発展に寄与している。
イェーナを拠点とし、カール・ツァイス社の顕微鏡を使用して研究をすすめた代表的な科学者のひとりにエルンスト・ヘッケルがいる。彼は、チャールズ・ダーウィンの進化論を一般に啓蒙したことでも知られている。ヘッケルは、その研究活動の過程で発生学と進化学の研究の発展に貢献し、生物系統樹を提唱した。
教育学史上では、キンダーガルテン（Kindergarten, 幼稚園）とのかかわりがある。フリードリヒ・フレーベルは、スイスで幼児教育活動に従事していたヨハン・ハインリヒ・ペスタロッチに師事し、1840年に世界で初めての幼稚園をドイツで開設した。その活動の素地は、彼が若い頃学んだイェーナ大学で形成された。
サッカークラブのFCカールツァイス・イェーナは、かつて東ドイツを代表する強豪の一つであった。東西ドイツ統一後にブンデスリーガ2部からスタートしたこのクラブは、一時は4部リーグ（オーバーリーガ）まで降格したものの、近年は再びブンデスリーガ2部に昇格、人々はわが町のクラブとして熱い声援をおくっている。

## 宗教
町の主だった人々は宗教改革期以降、ルター派に改宗した。実際にマルティン・ルター自身がイェーナに滞在して説教を行ったという記録が残されている。現在も福音主義教会(ルター派)が主流を占める。イェーナは中部ドイツ福音主義教会ゲーラ＝ヴァイマル教区に属している。19世紀以降ふたたび少数のローマ・カトリック信者が集まり、イェーナ最古の教会である聖ヨハン・バプティスト教会を再建して用いている。現在は他にメソジスト、バプテスト派の教会もおかれている。

## 交通
- イェーナパラディース駅(DB)
- イェーナヴェスト駅(DB)
- イェーナ市電

## 東西ドイツ統一のイェーナ

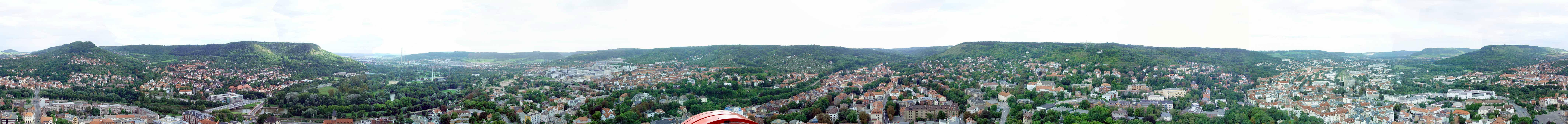
イェーナのパノラマ

1989年の東西ドイツ統一後、第二次世界大戦の空襲によって破壊されていた施設や家屋の改修が大幅にスピードアップして進められ、街並みは美しさを増しつつある。

## イェーナ出身の著名人
- イングリット・アウアースバルト：陸上競技選手。1980年モスクワオリンピック金メダル
- ジョン・グッドイナフ：物理学者

## 姉妹都市
- エアランゲン、ドイツ
- オーベルヴィリエ、フランス
- サン・マルコス、ニカラグア
- バークレー、アメリカ合衆国
- ポルト、ポルトガル
- ルゴジ、ルーマニア